# Pupalia lappacea
Pupalia lappacea là loài thực vật có hoa thuộc họ Dền. Loài này được (L.) Juss. miêu tả khoa học đầu tiên năm 1803.